# Cintura de Melian
En El Silmarillion, la Cintura de Melian fue un despliegue de poder llamado "cinturón de encantamiento" que la Reina Melian trazó alrededor del reino de Doriath, incluyendo los bosques de Region, Neldoreth y Nivrim, que impedía el cruce de cualquier criatura maligna.
La Cintura de Melian es desplegada poco después de la Primera de las Batallas de Beleriand. 
Quienes intentaban entrar en Doriath sin el consentimiento de Melian, la maia, se perdían dentro de un laberinto de árboles, confusión y cansancio, y no podrían hallar el Reino de Thingol, que después de la creación del cinturón se le llamó el Reino Guardado. 
Solo había dos formas de penetrar en el cinturón: por la aprobación del rey o la reina, o si un poder mayor al de Melian podía romper el encantamiento y hollar el reino de Doriath, lo cual sucede con Beren, pues lo guiaba su alto destino, con Carcharoth el lobo, impulsado por el poder del Silmaril, y con Húrin Thalion, quien había sido maldito por Morgoth, más poderoso que Melian. 
La Cintura de Melian se rompe cuando Melian parte hacia Aman, por causa de la muerte de su esposo, Thingol, a manos de los Enanos, aproximadamente en el año 505 de la Primera Edad del Sol.
- Datos: Q2024863